# Меги О’Фарел
Меги О'Фарел, (енгл. Maggie O'Farrell, 27. мај 1972) је писац романа из Северне Ирске. Њен први хваљени роман, After You'd Gone (Када си отишао), освојио је награду Бети Траск, и каснији, The Hand That First Held Mine (Рука која је прва држала моју), награду Коста за роман 2010. године. Од тада је два пута била у ужем избору за награду Коста за романе: за Instructions for a Heatwave (Талас врелине) 2014. и This must be the place (Мора да је ово то место) 2017. Појавила се у Ватерстонесу 25 Authors for the Future (25 аутора за будућност). Њени мемоари I am, I am, I am: Seventeen Brushes with Death (Ја сам, јесам, јесам: Седамнаест четкица са смрћу) достигли су врх листе бестселера Sunday Times. Њен роман Hamnet (Хамнет) освојио је Женску награду за белетристику 2020. и награду за белетристику на National Book Critics Circle Award 2020. The Marriage Portrait (Портрет једног брака) ушао је у ужи избор за женску награду за фикцију 2023.

## Рани живот и каријера
О'Фарел је рођена у Колрејну у Северној Ирској, а одрасла је у Велсу и Шкотској. Са осам година је хоспитализована са енцефалитисом и изостала је више од годину дана из школе. Ови догађаји налазе се у одељку у књизи The Distance Between Us (Даљина међу нама) и описани су у њеним мемоарима из 2017. I Am, I Am, I Am. Током детињства и адолесценције патила је од израженог муцања. Образовала се у North Berwick High School и Brynteg Comprehensive School, а затим на New Hall, University of Cambridge (сада Murray Edwards College), где је читала енглеску књижевност.
О'Фарел је изјавила да је све до 1990-их, бити Ирац у Британији било тешко: „Некад смо добијали бескрајне ирске шале, чак и од наставника. Ако бих морала да пишем своје име у школи, наставници би говорили ствари попут: 'Ох, да ли је твоја породица у ИРА?' Наставници би ово рекли клинцу од 12 година пред целим одељењем... Мислили су да је урнебесно рећи: 'Ха ха, твој тата је терориста'. Уопште није било смешно... Волела бих да могу да кажем да је то [данас мање уобичајено] зато што су људи мање расисти, али мислим да су само нови имигранти који то сада добијају." Ипак, тек у Instructions for a Heatwave (Талас врелине) из 2013. ирски субјекти нису постали део њеног рада.
О'Фарел је радила као новинар, како у Хонг Конгу, тако и као заменик књижевног уредника The Independent on Sunday у Лондону. Такође је предавала креативно писање на Универзитету Ворвик у Ковентрију и Голдсмит колеџу у Лондону. Живела је у Ирској, Велсу, Шкотској, Хонг Конгу и Италији. Сада живи у Единбургу.

## Књиге
О'Фарелови бројни успешни романи, укључујући и наградом Коста награђену The Hand that First Held Mine (Руку која је прва држала моју), добили су широко признање критике. Њене књиге су преведене на преко 30 језика. Њен роман Hamnet (Хамнет), заснован на животу Шекспирове породице, објављен је 2020. Роман повезује смрт једанаестогодишњег Хамнета и писање драме Хамлет.
Њени мемоари из 2017, I Am, I Am, I Am: Seventeen Brushes with Death (Ја сам, ја сам, ја сам: Седамнаест четкица са смрћу), баве се низом искустава блиских смрти која су се десила њој и њеној деци. Реч је о мемоарима који су испричани нехронолошки, са сваким поглављем на чијем је челу име захваћеног дела тела.
Године 2022. објавила је The Marriage Portrait, (Портрет једног брака), роман заснован на кратком животу Лукреције де Медичи, коју је можда, а можда и није, отровао њен муж, Алфонсо II од Есте, војвода од Фераре. О'Фарел је рекла да је идеју за роман добила након што је видела Лукрецијин портрет, који се приписује Ањолу Бронцину, и читајући песму Роберта Браунинга, „ Моја последња војвоткиња “, у којој се Лукреција кратко, тихо и неименовано појављује. Роман је ушао у ужи избор за женску награду за фикцију.
О'Фарел је такође написала две сликовнице за децу, Where Snow Angels Go (Где иду снежни анђели) и The Boy Who Lost His Spark (Дечак који је изгубио искру), обе које је илустровала Данијела Јагленка Терацини.

## Лични живот
О'Фарел је удата за колегу писца, Вилијема Сатклифа, којег је упознала док су били студенти на Кембриџу; нису постали пар, међутим, тек десетак година након што су дипломирали. Живе у Единбургу са своје троје деце. За Сатклифа је рекла: „Вил је увек био мој први читалац, чак и пре него што смо били пар, тако да има огроман утицај. Он је бруталан, али вам је то потребно. Једно од О'Фарелове деце пати од тешких алергија, о чијим изазовима она пише у својим мемоарима.

## Медији
О'Фарел је била позвани бродоломник у програму ББЦ Радио 4 Desert Island Discs у недељу 21. марта 2021.
Априла 2023. сценска адаптација Hamnet (Хамнета) Краљевске Шекспирове компаније приказана је у новоотвореном Сван театру у Стратфорд на Ејвону. Пребачен је у Гарик театар у Лондону у септембру 2023.

## Награде и почасти
| Година | Наслов                                                        | Награда/Част                                    | Резултат   | Реф.                 |
| ------ | ------------------------------------------------------------- | ----------------------------------------------- | ---------- | -------------------- |
| 2001.  | After You'd Gone (Када си отишао)                             | Betty Trask Award                               | Освојено   | [ 16 ]               |
| 2005   | The Distance Between Us (Даљина међу нама)                    | Награда Сомерсет Мом                            | Освојено   | [ 17 ]               |
| 2010.  | The Hand That First Held Mine (Рука која је прва држала моју) | Књижевна награда Коста                          | Освојено   | [ 2 ] [ 18 ]         |
| 2013.  | Instructions for a Heatwave (Талас врелине)                   | Књижевна награда Коста                          | Ужи избор  | [ 19 ]               |
| 2016.  | This Must be the Place (Мора да је ово то место)              | Књижевна награда Коста                          | Ужи избор  | [ 20 ]               |
| 2018.  | I Am, I Am, I Am                                              | The Ackerley Prize                              | Ужи избор  | [ 21 ]               |
| 2020.  | Hamnet (Хамнет)                                               | National Book Critics Circle Award for Fiction  | Освојено   | [ 22 ] [ 23 ] [ 24 ] |
| 2020.  | Hamnet (Хамнет)                                               | Women's Prize for Fiction                       | Освојено   | [ 25 ]               |
| 2021.  | Hamnet (Хамнет)                                               | Andrew Carnegie Medal for Excellence in Fiction | Дуга листа | [ 26 ]               |
| 2021.  | Hamnet (Хамнет)                                               | Dalkey Literary Awards's Novel of the Year      | Освојено   | [ 27 ]               |
| 2021.  | Hamnet (Хамнет)                                               | Walter Scott Prize                              | Ужи избор  | [ 28 ]               |
| 2021.  |                                                               | Fellow of the Royal Society of Literature       |            | [ 29 ]               |

### Новеле
- After You'd Gone (Након што си отишао) (2000)
- My Lover's Lover (Љубав моје љубави) (2002)
- The Distance Between Us (Даљина међу нама) (2004)
- The Vanishing Act of Esme Lennox (Како је нестајала Есми Ленокс) (2006)
- The Hand That First Held Mine (Рука која је прва држала моју) (2010)
- Instructions for a Heatwave (Талас врелине) (2013)
- This Must Be the Place (Мора да је ово то место) (2016)
- Hamnet (Хамнет) (2020)
- The Marriage Portrait (Портрет једног брака) (2022)

### Аутобиографија/Мемоари
- I Am, I Am, I Am: Seventeen Brushes with Death (Ја сам, ја сам, ја сам: Седамнаест четкица са смрћу) (2017)

### За децу
- Where Snow Angels Go (Где иду снежни анђели), илустровала Даниела Јагленка Терраззини (2020)
- The Boy Who Lost His Spark (Дечак који је изгубио искру), илустровала Данијела Јагленка Терацини (2022)